# West Australian Naturalist
West Australian Naturalist (abreviado W. Austral. Naturalist) fue una revista con ilustraciones y descripciones botánicas que fue editada en Perth en el año 1939. Fue reemplazada por Western Australian Naturalist.